# Ocyurus chrysurus
Genre
Espèce
Le vivaneau à queue jaune ou vivaneau queue jaune, Ocyurus chrysurus, est une espèce de poissons de la famille des Lutjanidae. C'est la seule espèce de son genre Ocyurus (monotypique).
Le terme de vivaneau queue jaune désigne aussi une espèce des côtes indiennes, Lutjanus guilcheri.

## Description
Le vivaneau à queue jaune est reconnaissable à sa nageoire caudale jaune ainsi qu'à la ligne jaune qui le parcourt de l'œil au pédoncule caudal.